# Epidemas
Epidemas é um gênero de traça pertencente à família Arctiidae.